# Liangshan (Sichuan)

Lage Liangshans in Sichuan

Der autonome Bezirk Liangshan der Yi (涼山彝族自治州,  Liángshān Yízú zìzhìzhōu; Yi: ꆃꎭ, in offizieller Transkription: niep sha, in IPA: [nɛ21ʂa33]) liegt im Südwesten der chinesischen Provinz Sichuan. Liangshan hat eine Fläche von 60.423 km² und 4.858.359 Einwohner (Stand: Zensus 2020). Seine Hauptstadt ist Xichang (西昌市).

## Administrative Gliederung
Der autonome Bezirk setzt sich auf Kreisebene aus einer kreisfreien Stadt, 15 Kreisen und einem autonomen Kreis zusammen (Stand: Zensus 2020):
- Stadt Xichang (西昌市), 2.897 km², 955.041 Einwohner;
- Kreis Yanyuan (盐源县), Hauptort: Großgemeinde Yanjing (盐井镇), 7.744 km², 340.898 Einwohner;
- Kreis Dechang (德昌县), Hauptort: Großgemeinde Dezhou (德州镇), 2.163 km², 216.533 Einwohner;
- Kreis Huili (会理县), Hauptort: Großgemeinde Chengguan (城关镇), 4.543 km², 390.531 Einwohner;
- Kreis Huidong (会东县), Hauptort: Großgemeinde Huidong (会东镇), 3.053 km², 346.082 Einwohner;
- Kreis Ningnan (宁南县), Hauptort: Großgemeinde Pisha (披砂镇), 1.638 km², 184.293 Einwohner;
- Kreis Puge (普格县), Hauptort: Großgemeinde Puji (普基镇), 1.902 km², 180.052 Einwohner;
- Kreis Butuo (布拖县), Hauptort: Großgemeinde Temuli (特木里镇), 1.691 km², 185.553 Einwohner;
- Kreis Jinyang (金阳县), Hauptort: Großgemeinde Tiandiba (天地坝镇), 1.587 km², 170.063 Einwohner;
- Kreis Zhaojue (昭觉县), Hauptort: Großgemeinde Xincheng (新城镇), 2.555 km², 252.435 Einwohner;
- Kreis Xide (喜德县), Hauptort: Großgemeinde Guangming (光明镇), 2.101 km², 158.139 Einwohner;
- Kreis Mianning (冕宁县), Hauptort: Großgemeinde Chengxiang (城厢镇), 4.086 km², 369.166 Einwohner;
- Kreis Yuexi (越西县), Hauptort: Großgemeinde Yuecheng (越城镇), 2.271 km², 301.865 Einwohner;
- Kreis Ganluo (甘洛县), Hauptort: Großgemeinde Xinshiba (新市坝镇), 2.144 km², 205.991 Einwohner;
- Kreis Meigu (美姑县), Hauptort: Großgemeinde Bapu (巴普镇), 2.512 km², 238.624 Einwohner;
- Kreis Leibo (Wensu 雷波县), Hauptort: Großgemeinde Jincheng (锦城镇), 2.578 km², 240.149 Einwohner;
- autonomer Kreis Muli der Tibeter (木里藏族自治县), Hauptort: Großgemeinde Qiaowa (乔瓦镇), 13.200 km², 122.944 Einwohner.

## Ethnische Gliederung der Bevölkerung (2000)
Beim Zensus im Jahr 2000 hatte Liangshan 4.081.697 Einwohner (Bevölkerungsdichte: 67,55 Einw./km²).
| Name des Volkes | Einwohner | Anteil  |
| --------------- | --------- | ------- |
| Han             | 2.121.231 | 51,97 % |
| Yi              | 1.813.683 | 44,43 % |
| Tibeter         | 60.679    | 1,49 %  |
| Mongolen        | 27.277    | 0,67 %  |
| Hui             | 18.385    | 0,45 %  |
| Miao            | 11.912    | 0,29 %  |
| Lisu            | 9121      | 0,22 %  |
| Bouyei          | 5459      | 0,13 %  |
| Naxi            | 5199      | 0,13 %  |
| Sonstige        | 8751      | 0,22 %  |